# Khan (patronyme)
Pour les articles homonymes, voir Khan (homonymie).
Cette page présente le nom de famille Khan ainsi que ses variantes.
Khan (pachto خان, ourdou خان, pendjabi خان, bengali খাঁন, baloutchi خان, persan خان, arabe خان) est un titre d'origine mongole devenu un patronyme très fréquent dans le sous-continent indien. C'est également l'un des noms de famille les plus portés dans le monde.

## Étymologie
Le nom Khan dérive du mongol qan (ᠬᠠᠨ) « seigneur, prince, souverain ». Le titre de khan sera par la suite introduit en Inde par les conquérants turco-mongols, fondateurs au XVIe siècle de l'Empire moghol.

## Distribution du patronyme dans le monde
Selon le site Forebears.io, il y avait en 2014 dans le monde 24 514 296 personnes qui portaient ce nom, dont 12 268 293 au Pakistan. En dehors du sous-continent indien, ce nom se rencontre principalement en Chine, dans la péninsule arabique et dans les pays anglo-saxons, au sein des communautés pakistanaise, bangladaise et indienne.
| Pays                | Nombre de personnes portant ce patronyme (2014) |
| ------------------- | ----------------------------------------------- |
| Pakistan            | 12 268 293                                      |
| Bangladesh          | 5 060 502                                       |
| Inde                | 4 442 333                                       |
| Arabie saoudite     | 585 979                                         |
| Afghanistan         | 416 957                                         |
| Chine               | 395 977                                         |
| Émirats arabes unis | 137 035                                         |
| Angleterre          | 108 674                                         |
| États-Unis          | 77 769                                          |
| Afrique du Sud      | 73 530                                          |

## Personnalités portant ce patronyme

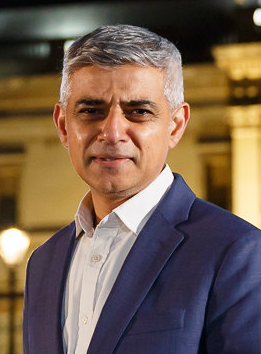
Sadiq Khan, élu maire de Londres en 2016.

- Khan (homonymie)